# Qəbələ PFK
A Qəbələ PFK (egyéb átírt nevén: Gabala vagy Qäbälä) azeri labdarúgóklub, amely az első osztályban szerepel. Székhelye Qəbələ városában található. Hazai mérkőzéseit a Qəbələ városi stadionban rendezi.
2010. május 10-e óta a csapat edzéseit a legendás Arsenal-játékos, Tony Adams irányítja, aki több mint 500 Premier League-mérkőzésen lépett pályára az „ágyúsok” színeiben.

## Korábbi nevei
- 2005–2006: Göy-Göl Xanlar
- 2006: Gilan Xanlar
- 2006–2007: Gilan Qəbələ (székhelyváltást követően)

2007 óta jelenlegi nevén szerepel.

## Sikerei
Azerbajdzsán
- Azeri bajnokság (Premyer Liqası)
  - Bajnok (0 alkalommal):
  - Ezüstérmes (2 alkalommal): 2017, 2018
  - Bronzérmes (3 alkalommal): 2014, 2015, 2016

- Azeri kupa
  - Győztes (2 alkalommal): 2019, 2023
  - Ezüstérmes (3 alkalommal): 2014, 2017, 2018